# Преподобний (лик святості)

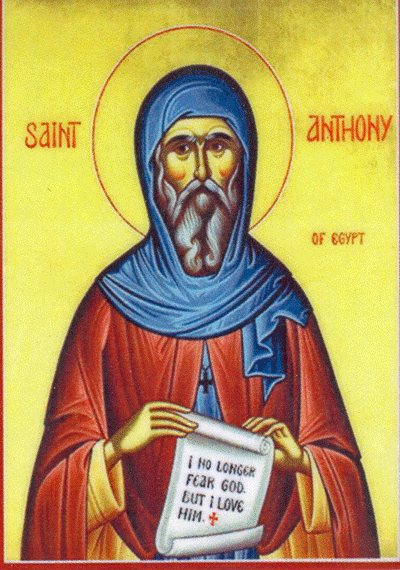
Преподобний Антоній Великий. Грецька ікона.

Преподо́бний (прп.) (грец. οσιος, лат. Venerabilis Dei servus) — лик святості в православ'ї. Святий чернець, прославлений за подвижницьке життя (в монастирі чи усамітненні).
Розряд преподобних стоїть другим після благовірних. Він з'явився майже одночасно з появою християнського чернецтва (наприкінці III — на початку IV століть). Першими преподобними стали єгипетські і палестинські ченці-пустельники, що поклали початок розвитку інституту чернецтва (Павло Фівейський, Антоній Великий, Іларіон Великий, Йоан Прозорливий, Пахомій Великий та інші).
Чернеча аскеза як тип святості передбачає відмову від мирської прив'язаності, турбот та прагнень і вибір наслідування Христа, посту та молитви як основи життєдіяльності. Цей тип святості зазначений у словах Христа, сказаних апостолу Петру: «І кожен, хто за Ймення Моє кине дім, чи братів, чи сестер, або батька, чи матір, чи діти, чи землі, той багатократно одержить і успадкує вічне життя.
(Від Матвія 19:29).» Розуміння аскетичного подвигу як шляху Богопізнання та життя в Бозі складається ще в передхристиянську епоху (у стоїків серед язичників, у есеїв в Юдаїзмі) та спадкоємно сприймається християнською громадою. Зразками цього подвигу в Євангелії служать св. Іоанн Хреститель і св. Анна пророчиця, «Була й Анна пророчиця, дочка Фануїлова з племени Асирового, вона дожила до глибокої старости, живши з мужем сім років від свого дівування, удова років вісімдесяти й чотирьох, що не відлучалась від храму, служачи Богові вдень і вночі постами й молитвами.(Від Луки 2:36,37).»
Аскетичне подвижництво, пустельне життя й інші форми відкидання загальноприйнятого життєвого укладу розвиваються вже в епоху гонінь. Вже св. Ігнатій Антіохійський (пом. близько 107 р.) в посланні св. Полікарпа говорить про тих, хто вирішив зберігати дівоцтво, і вказує на необхідність смирення як умову цього подвигу. Свідоцтва про подвижництво цього типу знаходимо у Афінагора, Орігена, Тертуліана. Однак особливе шанування такого роду подвижників як святих у цей період є невідомим: коли є то, завжди пов'язане з мучеництвом (порін. апокрифічні Діяння Павла та Фекли: Фекла відкидає шлюб і обирає дівоцтво як подвиг прямування до Христа, будучи зразком цього подвигу, вона, проте, шанується як мучениця, хоча в Діяннях говориться про її чудесне позбавлення від мученицької смерті).
Шанування преподобних як окремого лику святих починається практично одразу ж після кінця гонінь та збігається за часом з початковими етапами розвитку інституту чернецтва. Відлюдництво як форма чернечого життя бере свій початок в Єгипті, де на рубежі III–IV ст. подвизається св. Антоній Великий (бл. 251—356); св. Антоній проводить у повному затворі 20 років, потім, в 305 р., виходить з пустелі та організовує зі своїх учнів громаду яка живе в пустелі; шанування св. Антонія починається вже за його життя; його житіє, написане св. Афанасієм Великим, служить повчанням для його численних послідовників та наслідувачів як у східній, так і в західній церкві. Шанування його як святого задає зразок для шанування ченців-подвижників як класу святих. Дещо пізніше з'являється і кіновійне чернецтво, перший чернецький монастир був заснований св. Пахомієм Великим (бл. 290—346) в Тиваїді; св. Пахомій може розглядатися як зразок, на який орієнтувалося все наступне шанування засновників монастирів як святих. У великих чернечих громадах, що виникали, обширних поселеннях пустельників та аскетів створюються зразки святого життя, які записані в різних патериках.
Розвиток шанування святих подвижників слід розглядати на тлі тієї істотної ролі, яку відігравали у візантійському релігійному житті «Божі люди», які пророкували, викривали неправедність влади, збирали юрби шанувальників та послідовників. Вони виступали як постійна противага секуляризованим тенденціям у соціальному житті, їх викликали як суддів та наставників. Тому в багатьох випадках вони шануються ще за життя. Так, імператор Маркіян (450—457) будує храм на честь преп. Вассиана ще за життя подвижника. Кілька храмів було збудовано за його життя і на честь преп. Маркіяна Кирського. Церковне шанування у багатьох випадках було тут за народним культом.
У православному богослужінні преподобні особливо згадуються на проскомидії. Для них виймається шоста частка з третьої просфори. В українських служебниках тут міститься поминання: "Преподобних і богоносних отців наших Антонія, Євфимія, Сави, Онуфрія, Афанасія Афонського, Антонія і Феодосія Печерських, Іова Почаївського і всіх преподобних отців: Пелагії, Феодосії, Анастасії, Февронії, Єфросинії, Марії Єгипетської і всіх преподобних матерів.